# یواس‌اس سرن (ای‌ام-۳۰۰)
یواس‌اس سرن (ای‌ام-۳۰۰) (به انگلیسی: USS Serene (AM-300)) یک کشتی بود که طول آن ۱۸۴ فوت ۶ اینچ (۵۶٫۲۴ متر) بود. این کشتی در سال ۱۹۴۳ ساخته شد.